# 氷栗優
氷栗 優（ひぐり ゆう、10月16日 - ）は、日本の漫画家、キャラクターデザイナー、イラストレーター。大阪府出身。星座は天秤座、血液型はA型。

## 概要
1993年に「月刊ASUKAファンタジーDX」（角川書店）掲載の『アゼル聖魔伝』でデビュー。手塚治虫・萩尾望都などに影響を受けた。ボーイズラブ作品を多く手がけている。チェーザレ・ボルジアを描いた、代表作『カンタレラ』はアメリカ合衆国・ドイツ・フランス・大韓民国などで翻訳され発行されている。「プリンセスGOLD」2013年2013年9月号より連載開始した『プリンセス・レダリア～薔薇の海賊～』を2016年7月号で完結した。

### 漫画作品
- アゼル聖魔伝
- 聖魔伝 全10巻
- LOST ANGEL〜失楽天使〜
- 拉麺いかが!?
- SHINKYOKU-神曲-
- Zeus（ゼウス）全2巻
- 賊-カトラス- 全2巻
  - カトラス-少年たちの刻- 1- -上記リメイク作
- ゴージャス・カラットシリーズ
  - ゴージャス・カラット 暗闇の美徳 全3巻
  - ゴージャス・カラット La Esperanza ―希望の聖母―（上下巻）
  - ゴージャス・カラット Galaxy 聖なる怪物の森
  - ゴージャス・カラット 青のカランク 全3巻
- 天使の柩 -アヴェ・マリア-
- FLOWER
- カンタレラ 全12巻
- MY LITTLE LOVER
- 学園ヘヴンシリーズ
  - 学園ヘヴン 丹羽編
  - 学園ヘヴン 中嶋編
  - 学園ヘヴン 遠藤編〜Calling you
  - 学園ヘヴン 七条編
  - 学園ヘヴン レボリューション 全4巻
- 大正夢幻奇譚
- ルートヴィヒII世 上下巻
- 千都の緋神
- バビロニアの獅子 全4巻
- 仮面のロマネスク （原作：宝塚ミュージカル）
- 天使に薔薇の花束を （原作：花衣沙久羅）
- CROWN（クラウン） （原作：和田慎二）全6巻
- NIGHT HEAD GENESIS （原作：飯田譲治）
- MY LITTLE LOVER 全2巻
- プリンセス・レダリア〜薔薇の海賊〜 全5巻
- フランケンシュタインの末裔 全3巻
- 断罪の褥（原作：西條六花）
- 毒女、誤って王太子をオトす（原作：葛城阿高、原作イラスト：稲垣のん）

ハーレクイン
- 偽りの仮面で愛を描いて（原作：リンダ・シモンズ）
- 熱砂の薔薇は傲慢シークの心を焦がす
- プライベートレッスン 〜永遠のハリウッドロマンス〜
- ギリシア富豪の逃げた小鳥（原作：リン・グレアム）

### 小説挿絵
- ラスト・メッセージシリーズ （原作/文：藤堂夏央）
- 一週間と三日遅れの夏休み （原作/文：眉山さくら）
- 秘密 （原作/文：たかもり諫也）
- リスキーなくちづけ （原作/文：秀香穂里）
- 白い夜 （原作/文：紗々亜璃須）
- 薔薇の運命 菊の嵐 （原作/文：清条サクラ）
- アイドル様のヒミツの特訓 （原作/文：水島忍）
- 誘惑のフライト・ロマンス （原作/文：夏目もも）
- 海運王の花嫁 （原作/文：六堂葉月）
- 偽りと情熱のクルーズ （原作/文：上原ありあ）
- TO Heart （原作/文：高坂結城）
- -ダウト-Doubt （原作/文：火崎勇）
- ブライダル・パニック! （原作/文：綺月陣）
- 12人の優しい殺し屋 CROSS BORDER（原作：コナミ/文：駒尾真子）
- 銀棺の一角獣 （原作/文：雨宮れん）

### ゲーム
- 学園ヘヴン BOY'S LOVE SCRAMBLE!（原画・キャラクターデザイン）
  - 学園ヘヴン
    - 学園ヘヴン おかわりっ!
    - 学園ヘヴン Mixed Edition
    - 学園ヘヴン boys Love Scramble!

  - 学園ヘヴン2-DOUBLE SCRAMBLE!-

### 画集ほか
- 氷栗優画集 POISON [ポワゾン]（青心社、2000年12月14日初版発行）ISBN 4-87892-199-4
- 氷栗優画集 JeweL「ジュエル」（秋田書店、2006年9月5日初版発行）ISBN 4-253-10566-1
- ROMAN ALBUM 12人の優しい殺し屋 CROSS BORDER（徳間書店、2009年9月15日初版発行）ISBN 978-4-19-720277-5

### キャラブック
- 学園ヘヴン公式キャラブック全員集合!（ビブロス、2004年4月21日第一刷発行）ISBN 4-8352-1559-1
- 学園ヘヴン公式キャラブック完全版（ビブロス、2005年9月30日第一刷発行）ISBN 4-8352-1786-1
- 学園ヘヴン公式キャラブック最強!（リブレ出版、2007年4月10日第一刷発行）ISBN 978-4-86263-151-0

### キャラクターデザイン
- 12人の優しい殺し屋